# Anolis carlostoddi
Espèce
Synonymes
- Phenacosaurus carlostoddi Williams, Praderio & Gorzula, 1996
- Dactyloa carlostoddi (Williams, Praderio & Gorzula, 1996)

Anolis carlostoddi est une espèce de sauriens de la famille des Dactyloidae. 

## Répartition
Cette espèce est endémique de l'État de Bolívar au Venezuela. Elle se rencontre sur le tepuy Chimantá.

## Étymologie
Cette espèce est nommée en l'honneur de Carlos Todd.

## Publication originale
- Williams, Praderio & Gorzula, 1996 : A Phenacosaur from Chimanta Tepui, Venezuela. Breviora, no 506, p. 1-15 (texte intégral).